# Inabe (Mie)
Inabe (いなべ市 Inabe-shi?) es una ciudad localizada en la prefectura de Mie, Japón. En junio de 2019 tenía una población de 45.454 habitantes y una densidad de población de 207 personas por km². Su área total es de 219,83 km².

## Geografía

### Municipios circundantes
- Prefectura de Mie
  - Yokkaichi
  - Kuwana
  - Tōin
  - Komono
- Prefectura de Gifu
  - Ōgaki
  - Kaizu
  - Yōrō
- Prefectura de Shiga
  - Higashiōmi
  - Taga

## Demografía
Según datos del censo japonés, la población de Inabe se ha mantenido estable en los últimos años.
| Año del censo | Población |
| ------------- | --------- |
| 1995          | 45.746    |
| 2000          | 45.630    |
| 2005          | 46.446    |
| 2010          | 45.684    |
| 2015          | 45.815    |